# Burchard, Nebraska
Burchard, Nebraska (енгл. Burchard) град је у америчкој савезној држави Небраска.

## Демографија
По попису из 2010. године број становника је 82, што је 21 (-20,4%) становника мање него 2000. године.
| Група             | 2000.       | 2010.       |
| Белци             | 100 (97,1%) | 82 (100,0%) |
| Афроамериканци    | 0 (0,0%)    | 0 (0,0%)    |
| Азијати           | 3 (2,9%)    | 0 (0,0%)    |
| Хиспаноамериканци | 0 (0,0%)    | 0 (0,0%)    |
| Укупно            | 103         | 82          |